# 希特勒遺囑

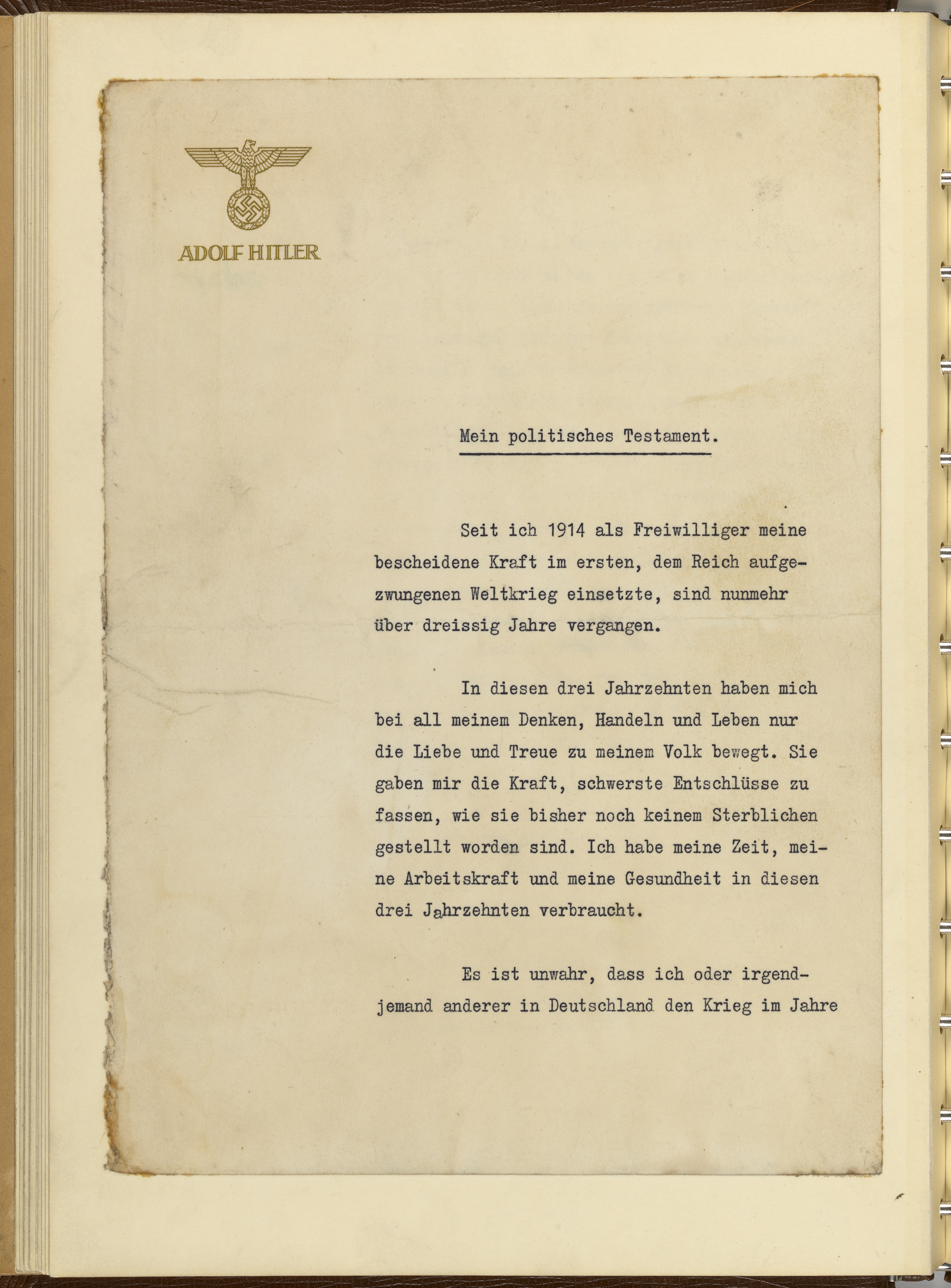
希特勒最後政治聲明原始文件第一頁的影像檔案

德國第二次世界大戰時期的獨裁統治者和元首─阿道夫·希特勒，在戰敗並與妻子伊娃·布朗自殺前夕，於1945年4月29日，在柏林元首地堡簽署了他的私人遺囑和最後政治聲明。私人遺囑是一份簡短的文件，聲明他們選擇了死亡而不是投降，並且自己的遺體將被火化。希特勒在遺囑中，任命他的秘書長馬丁·鮑曼為遺囑執行人。 
最後政治聲明分為兩部分。首先，希特勒否認了好戰的指控，對德國忠誠的公民表示感謝，並呼籲他們繼續與敵人戰鬥到底。第二，他宣布黨衛軍領導人海因里希·希姆萊，和納粹德國第二號人物─空軍元帥赫曼·戈林為叛徒。最後，他任命海軍元帥卡爾·鄧尼茨為德國總統，並指定了各內閣部會首長的名單。 
根據希特勒私人秘書特勞德爾·榮格女士回憶，希特勒一邊閱讀筆記一邊口述遺囑，而納粹宣傳部長約瑟夫·戈培爾幫助希特勒完成遺囑。

## 私人遺囑內容
希特勒在4月29日凌晨4點簽署了最後遺囑，內容並不長。希特勒先認可了自己的婚姻，但是並沒有提到伊娃·布朗的身份。希特勒也提到自己選擇自殺，而不是等著被罷黜或盟軍來俘虜，而他的遺體最後也會被火化。
遺囑也提到了希特勒如何處理自己的財產，他的藝術收藏遺留給「位在我老家多瑙河畔林茲的一座藝廊」，這是指原本希特勒計畫建立，收藏他所有的藝術品的「元首博物館」。希特勒也提到，凡是由於「情感價值或維持基本簡樸生活」所擁有的財產和私人物品，都留給家族成員和他「最忠誠的工作夥伴」，像是他的管家，其他有價值的財物都已經交給納粹黨。
希特勒的私人遺囑是在秘書長馬丁·鮑曼，和副官尼可拉斯·馮·貝洛上校的見證下完成的，鮑曼並被希特勒指定為遺囑執行人。

## 最後政治聲明
希特勒最後的政治聲明和遺囑都簽署在同一時刻。在他的最後聲明中，第一部份主要說明，在他第一次世界大戰之後卅年，從事政治活動直到掌權的動機。他再次強調他「和德國的任何其他人都不想在 1939 年發動戰爭」。遺囑也解釋了選擇自殺的動機，並對德國人民的支持和成就表示讚賞和感謝。
希特勒在遺囑中還辯稱，自己試圖避免與其他國家發生戰爭，並將其責任歸咎於「國際猶太人及其協助者」。他也提到自己不會「棄守柏林.....雖然德軍戰力太微弱無法堅持。」希特勒還表達自己寧願自殺，而不會「落入敵人手中」，或者為了滿足群眾需要而由「猶太人安排的奇觀」。希特勒最後呼籲德國人民持續「犧牲」和「鬥爭」，並且將復興國家社會主義運動的希望，寄託在實現「真正的民族共同體」上。
希特勒遺囑的第二部分，闡述了在他死後對於德國政府、納粹黨各種權位的安排，以及主要職務繼承人的細節上。希特勒將帝國元帥赫曼·戈林開除出黨，也罷免了戈林所有的政府職位、頭銜，並且還取消了 1941 年任命戈林為他去世後繼任者的法令。另一位重要的納粹領導人─黨衛軍總司令和內政部長海因里希·希姆萊，同樣被希特勒罷免所有政府職務和頭銜，因為希姆萊試圖在沒有希特勒「知情」和未經許可的情況下，與西方盟國談判和平。希特勒宣布，戈林和希姆萊都是叛徒。
最後，希特勒任命了海軍元帥卡爾·鄧尼茨，為帝國總統和武裝部隊最高指揮官，同時身兼海軍總司令和戰爭部長，其他重要職務和內閣成員包括─
- 總理：約瑟夫·戈培爾
- 納粹黨領導人：馬丁·鮑曼
- 外交部長：阿圖爾·賽斯-英夸特
- 內政部長：保羅·吉斯勒
- 陸軍總司令: 陸軍元帥斐迪南·舍爾納
- 空軍總司令：陸軍元帥羅伯特·馮·格萊姆
- 黨衛軍總司令和警察局長：卡爾·漢克
- 經濟部長：瓦爾特·馮克
- 農業部長：赫伯特·貝克
- 司法部長：奧托·格奧爾格·提拉克
- 文化部長：古斯塔夫·阿道夫·希爾
- 國民教育與宣傳部長：沃納·瑙曼
- 財政部長：魯茨·格拉夫·什未林·馮·科洛希克
- 勞工部長：西奧·胡鮑爾
- 軍需部長：卡爾·紹爾
- 德國勞工陣線主席兼內閣成員： 羅伯特·萊伊

見證希特勒簽署遺囑的，除了鮑曼和戈培爾之外，還包括陸軍人事部部長兼希特勒首席副官的威廉·布格多夫上將，以及德意志國防軍陸軍總司令部末任參謀總長漢斯·克雷布斯上將。
4月30日，大約希特勒簽署遺囑的一天半之後，他和妻子伊娃便自殺身亡。兩天之後，5月2日，見證遺囑簽署過程的戈培爾、布格多夫、克雷布斯也相繼在地堡內自殺。只有馬丁·鮑曼的最後命運一直成謎，直到1998年他的遺骸得到確認，表明他於 1945年5月2日，在逃離包圍柏林的蘇聯紅軍部隊的追捕中死於戰火。

## 遺囑的作者
在James P. O'Donnell的《The Bunker》一書中，作者將希特勒最後遺囑的措辭，與希特勒自己、約瑟夫·戈培爾的過去著作和聲明進行了比較，得出結論：戈培爾協助完成了這份遺囑。 根據希特勒私人秘書榮格的回憶，希特勒在4月29日午夜後口述遺囑時，正在閱讀筆記。 

## 遺囑被發現的過程
為了將遺囑傳達出去，有三名信使被指派從被圍困的元首地堡，將文件帶出去。第一位是副新聞參贊Heinz Lorenz，他在以盧森堡記者的化名旅行時被英國人逮捕，他透露了另外兩個副本和信使的存在：希特勒的陸軍副官Willy Johannmeyer，和鮑曼的副官黨衛軍Standartenführer Wilhelm Zander。Zander使用化名「Friedrich Wilhelm Paustin」旅行，不久與約翰邁耶一起在美國占領區被捕，兩份文件也隨之落入美國人手中，而一份則在英國人手中。
1946年1月，這些文件的文本在美國和英國的媒體上廣泛發表，但英國外交大臣歐內斯特·貝文，考慮限制對這些文件的報導和傳播，他擔心遺囑可能會成為德國人的崇拜對象。美國人不完全認同這種顧慮，相關文件仍然廣泛的散播，但美國政治同意避免進一步公佈。希特勒的遺囑和結婚證被贈送給美國總統哈里·杜魯門，一套在華盛頓國家檔案館公開展示了幾年。希特勒的遺囑和最後政治聲明原件，目前保存在馬里蘭州大學公園市國家檔案館的安全庫中。

## 後續
四位見證遺囑簽署過程的希特勒左右手，在希特勒自殺之後也相繼身亡，但只有戈培爾、布格多夫、克雷布斯的死亡馬上得到證實，希特勒秘書長鮑曼的死亡原因、時間地點一直沒有得到確認，疑似他的遺體在1972被發現，直到1998才確定是鮑曼本人。他可能是在從元首地堡突圍過程中，死於戰火。
在僅僅存在20天的弗倫斯堡政府裡，多半職務的任命都未按希特勒遺囑指示。由於戈培爾自殺，鄧尼茲元帥任命魯茨·格拉夫·什未林·馮·科洛希克為相當於總理的首席部長。由於弗倫斯堡政府之後很快被盟軍解散，遺囑的政治任命也就沒有執行的可能。許多被指定繼任的納粹領導人成為戰犯，在之後的紐倫堡大審中成為被告。卡爾·鄧尼茨元帥被判刑10年，阿圖爾·賽斯-英夸特被判死刑，並在1946年10月16日以絞刑處決。

## 連結
- The Death of Hitler （页面存档备份，存于） 解釋希特勒為什麼和戈林反目
- 收藏在美國國家檔案館的相關文件 Archive.today的存檔，存档日期2016-09-22
- 美國艾森豪總統圖書館網站中談到希特勒遺囑發現過程的文章 （页面存档备份，存于）